# Macrodiplosis putrida
Macrodiplosis putrida är en tvåvingeart som först beskrevs av Ephraim Porter Felt 1912.  Macrodiplosis putrida ingår i släktet Macrodiplosis och familjen gallmyggor.
Artens utbredningsområde är New York. Inga underarter finns listade i Catalogue of Life.